# Печёнкин, Александр Алексеевич
Александр Алексеевич Печенкин (11 сентября 1954, Киров — 3 ноября 2020, Киров) — российский военный историк, доктор исторических наук (2003), специалист в области изучения советской военной элиты. Действительный член Академии военных наук Российской Федерации.

## Биография
Родился в г. Кирове.
В 1981 году окончил исторический факультет Московского государственного университета имени М. В. Ломоносова и начал преподавательскую деятельность в Кировском государственном политехническом институте (ныне — Вятском государственном университете (г. Киров).
В 1987 году защитил диссертацию на соискание учёной степени кандидата исторических наук. В 1991 году присвоено учёное звание доцента. В 2003 году защитил диссертацию на соискание учёной степени доктора исторических наук на тему «Высший командный состав Красной армии накануне и годы Второй мировой войны». В 2018 году присвоено звание профессора.
До скоропостижной смерти 3 ноября 2020 г. от инфаркта, являлся профессором кафедры истории и политических наук Вятского государственного университета.
Действительный член Академии военных наук Российской Федерации.

## Преподавательская деятельность
Вел занятия по курсу отечественной истории, разработал и читал спецкурсы: «История России XX века» и «Россия в системе международных отношений», «Военная история России».

## Научная деятельность
Участник международных, всероссийских, межвузовских конференций. Имеет около 100 публикаций в различных научных журналах, в том числе 30 статей в журналах из перечня Высшей аттестационной комиссии Российской Федерации («Военно-исторический журнал», «Преподавание истории в школе», «Родина», «Российская история» и др.).

## Научные взгляды
Наряду с такими учёными, как Близниченко С. С., Лазарев С. Е., Мильбах В. С., Минаков С. Т., Рубцов Ю. В., Черушев Н. С., является крупным специалистом в области изучения советской военной элиты 1930—1940-х годов и репрессий в Рабоче-Крестьянской Красной армии в 1937—1938 гг. В трактовке репрессий А. А. Печёнкин придерживается традиционных взглядов о губительных итогах «Большого террора» и «подкашивании» Красной армии. А. А. Печёнкин даёт высокую оценку высшему командному составу 2-й половины 1930-х гг., репрессированному в своей массе, подчёркивая, что многие «генералы» имели высшее военное образование и большой боевой опыт. Анализируя же деятельность выдвиженцев 1930-х гг., он пришёл к выводу, что испытания первыми сражениями войны не выдержал ни один из командующих фронтами, созданными 22 июня 1941 г., и среди командующих армиями также оказалось немало слабых, неподготовленных к ответственной роли генералов. Поэтому репрессии 1937—1938 гг. историк считает подлинной катастрофой и уверен, что их жертвы при ином повороте судьбы нашли бы своё достойное место среди полководцев Великой Отечественной войны.

## Награды
- Почётный работник высшего профессионального образования Российской Федерации (2012 год).
- Почетная грамота Министерства образования и науки Российской Федерации (2009 год).
- Лауреат премии за лучшую публикацию года Редакционно-издательского центра Генерального штаба Вооруженных Сил Российской Федерации
- По итогам Всероссийского конкурса на лучшее издание по патриотической тематике в рамках Государственной программы «Патриотическое воспитание граждан Российской Федерации на 2006—2010 гг.» награждён Почетной грамотой, подписанной Президентом Российской академии наук (2007 год).
- Лауреат Премии Кировской области (2015 г.)